# Белтрансгаз (футбольный клуб)
«Белтрансгаз» — белорусский футбольный клуб из города Слоним.

## История
Команда основана в 2009 году, в дебютном сезоне одержала победу в чемпионате Гродненской области. В переходном турнире «Белтрансгаз» также занял 1-е место и получил право участвовать во Второй лиге. 2010 год команда закончила на 12-м месте. На протяжении второго сезона «газовики» боролись за путевку в Первую лигу, но заняли только 3-е место. На сезон 2012 года была поставлена задача выхода команды в первую лигу. 14 октября 2012 года «Белтрансгаз», разгромив на своем поле «Оршу» — 6:0, досрочно, за 5 туров до окончания чемпионата, решил задачу. Чемпионат-2012 «газовики» завершили на 2-м месте. Зимой 2013 года реорганизован в ФК «Слоним» (теперешнее название Слоним-2017).

## Стадион
Домашние матчи ФК «Коммунальник» и «Белтрансгаз» проводили на стадионе «Юность». Стадион имеет две трибуны общей вместимостью 2220 мест.
21 октября 2011 года на территории предприятия «Белтрансгаз» состоялось торжественное открытие нового футбольного поля с искусственным покрытием..

## Клубные цвета
| Белый | Голубой |

## Выступление в чемпионатах Беларуси
| Сезон | Лига | И  | В  | Н  | П  | М     | О  | Место   | Прим. | Бомбардир             |
| ----- | ---- | -- | -- | -- | -- | ----- | -- | ------- | ----- | --------------------- |
| 2009  | Д5   | 20 | 15 | 4  | 1  | 51-13 | 49 | (11)    |       | Олег Герасимчик — 18  |
| 2009  | Д4   | 3  | 2  | 1  | 0  | 11-8  | 7  | (10)    |       | Олег Герасимчик       |
| 2010  | Д3   | 34 | 9  | 13 | 12 | 46-55 | 40 | 12 (18) |       | Олег Герасимчик — 12  |
| 2011  | Д3   | 30 | 20 | 4  | 6  | 84-29 | 64 | (16)    |       | Дмитрий Гомза — 26    |
| 2012  | Д3   | 36 | 24 | 6  | 6  | 95-35 | 78 | (19)    |       | Александр Жегало — 22 |

- Д5: 20 матчей: +15=4-1, мячи 51-13.
- Д4: 3 матча: +2=1-0, мячи 11-8.
- Д3: 100 матчей: +53=23-24, мячи 225—119.

## Достижения
- Чемпионы Гродненской области по футболу 2009 г.
- Победители турнира Третьей лиги 2009 г.
- Бронзовый призёр Второй лиги (2011).
- Серебряный призёр Второй лиги (2012).
- Высшее достижение в Кубке Беларуси — 1/8 финала (2012/2013).
- Самая крупная победа — 15:0 «Миоры» 2012 г. (дома)[4], 9:0 «Забудова» 2011 г. (в гостях)
- Самое крупное поражение — 0:7 «Клеческ» 2010 г.

## Слонимское дерби[5]
Дерби в Слониме проходит с 2011 года, после того как «Коммунальник» вылетел во вторую лигу. Посещаемость дерби выше, чем на остальных играх в чемпионате.
| Сезон | Дата       |                                              | Результат |
| ----- | ---------- | -------------------------------------------- | --------- |
| 2011  | 26.06.2011 | Белтрансгаз (Слоним) — Коммунальник (Слоним) | 0-0       |
| 2011  | 02.10.2011 | Коммунальник (Слоним) — Белтрансгаз (Слоним) | 2-3       |
| 2012  | 15.07.2012 | Белтрансгаз (Слоним) — Коммунальник (Слоним) | 2-2       |
| 2012  | 04.11.2012 | Коммунальник (Слоним) — Белтрансгаз (Слоним) | 3-2       |

Титульный спонсор — Слонимское УМГ ОАО «Белтрансгаз»

## Известные игроки
- Дмитрий Оначенко[6].